# How It's Gotta Be
How It's Gotta Be là tập thứ tám, đồng thời là tập khép lại nửa đầu Phần 8 của series phim truyền hình The Walking Dead. Tập phim được phát sóng trên kênh AMC của Mỹ vào ngày 10 tháng 12 năm 2017. Khi phát sóng tại Mỹ, tập phim đã được 7,89 triệu người xem trong đó có 3,4 triệu người từ 18-49 tuổi.

## Nội dung tập
Trong một cảnh quá khứ, sau khi Rick nã súng cảnh cáo để đuổi Siddiq đi khỏi trạm xăng, anh hỏi con trai về lời cậu nói trước đó rằng "chỉ có mình hy vọng là chưa đủ". Carl bèn đáp rằng nếu thực sự muốn gì thì Rick nên thể hiện bằng việc làm gì đó chứ không chỉ đơn thuần là hy vọng. Việc họ đang chiến đấu lại The Saviors không phải là để tàn sát hết chúng, mà là để tìm cách sau này tất cả các cộng đồng có thể hợp tác cùng nhau. Và để đạt được điều này, cái cần đánh đổi sẽ nhiều hơn chỉ là "hy vọng".
Quay trở lại thời điểm hiện tại, sau khi cố liên lạc với các lính bắn tỉa khác bằng bộ đàm nhưng vẫn không nhận được hồi đáp, Rick cùng Jadis và các thành viên The Scavengers khác tiến lại gần The Sanctuary để xem xét tình hình. Đột nhiên, hàng loạt tràng súng từ các cửa sổ của căn cứ địch xả về phía họ. Rick bèn nấp đi tránh đạn trong khi Jadis cùng những người cùng nhóm bỏ chạy.
Đúng lúc đó, xe của Carol và Jerry phóng tới giải vây cho Rick và đưa anh ra khỏi nơi nguy hiểm. Trên đường đi, họ quyết định sẽ tách ra để về báo cho quân của cả ba cộng đồng rằng The Saviors đã thoát được ra ngoài.
Aaron và Enid đang trên đường tới Oceanside với hy vọng thuyết phục được người dân ở đó tham gia vào cuộc chiến. Khi thấy một biển báo ghi rằng có một nhà máy ở gần đó, Enid liền rẽ xe vào với mong muốn tìm một ít nhu yếu phẩm mang theo để việc thương thuyết được dễ dàng hơn.
Ở Alexandria, các cư dân đang gấp rút chuẩn bị cho việc lên đường đến địa điểm tập trung cùng những cộng đồng khác và ép The Saviors đầu hàng. Daryl vừa trở về và báo cho Michonne biết rằng kế hoạch của anh về việc lao xe tông sập tường The Sanctuary đã thành công.
Trong phòng mình, Carl đang viết một bức thư cho Rick. Khuôn mặt cậu lộ rõ vẻ buồn bã.
Tara tới chỗ Rosita và giúp cô ấy bê những thùng đồ tìm được trong nhà kho mà The Saviors từng cất giữ dàn loa lớn.
Sau khi đã tìm được một xe tải chứa nhu yếu phẩm, Aaron và Enid tiến đến đậu xe lại gần Oceanside và chờ thời cơ thích hợp để tiếp cận. Tối đến, Aaron phát hiện ra có một bóng đen đang tiến đến lại gần họ và quay sang báo động cho Enid. Cả hai cùng ra ngoài và chia nhau vòng ra đằng trước và sau xe để bao vây người kia. Khi Aaron bị người đó khống chế và chuẩn bị dùng cọc đâm chết, Enid xông ra bắn hạ người đó. Lúc này, các cư dân Oceanside mới lao tới và yêu cầu Aaron & Enid hạ vũ khí xuống. Cyndie chạy đến bên xác của bà mình, cũng là người vừa bị bắn – Natania và bật khóc.
Khi Carl đang mở nắp cống dẫn xuống đường ngầm bên dưới, Michonne đi đến và bày tỏ thắc mắc về việc cậu đang làm. Đúng lúc đó, giọng nói sang sảng của Negan từ bên ngoài bất ngờ vọng vào. Hắn nói rằng các cư dân Alexandria có đúng 3 phút để chuẩn bị một lời xin lỗi và mở cổng cho hắn cùng đồng bọn vào. Sau đó, chúng sẽ giết một người trong đó cùng với cả Rick để chấm dứt tất cả chuyện này.
Trong khi đó, cả Rick, Carol và Jerry vẫn đang trên đường phóng thật nhanh về các cộng đồng để báo tin. Xe của Jerry bất ngờ bị một chiếc xe khác tông vào.
Tại The Kingdom, Ezekiel vẫn đang ngồi ủ rũ trong phòng hội trường. Ông đọc bức thư mà Jerry để lại với nội dung rằng anh cùng Carol sẽ vẫn đến địa điểm tập trung cùng các cộng đồng khác, và Ezekiel cũng nên vậy. Đúng lúc đó, có tiếng la hét hoảng loạn bên ngoài. Ezekiel vội vàng trốn đi khi thấy một vài thành viên The Saviors xông vào truy tìm mình.
Maggie, Jesus cùng đoàn xe của Hilltop cũng đang trên đường đến điểm hẹn thì đột nhiên thấy một thân cây đổ đang chắn ngang đường. Liền sau đó, Simon cùng đồng bọn xuất hiện và chặn cả hướng tiến lẫn lùi của họ. Hắn cho người đặt một chiếc quan tài trước mũi xe của Maggie và lôi Jerry ra chĩa súng vào đầu.
Carl đang lên kế hoạch cùng những cư dân Alexandria khác rằng cần phải một có nhóm nhỏ giả vờ trốn thoát ra từ phía sau để đánh lạc hướng địch, trong khi những người khác sẽ trốn xuống dưới đường cống ngầm. Michonne không muốn để cộng đồng rơi vào tay địch, nhưng Carl kiên quyết rằng mọi người cần phải làm theo kế hoạch của cậu. Trong khi đó, Negan ở bên ngoài vẫn đang từ từ đếm ngược thời gian và huýt sáo.
Gavin đi tới trước các cư dân The Kingdom đang bị bao vây để thông báo rằng họ sẽ phải quay trở lại phục tùng The Saviors. Những người khỏe mạnh sẽ bị đưa đến để sửa chữa và xây dựng lại The Sanctuary, trong khi chúng sẽ tạm thời đến sống ở đây trong lúc chờ căn cứ của mình ổn định trở lại.
Trong khi đó, Simon đang tịch thu tất cả vũ khí của nhóm Maggie và đe dọa sẽ giết Jerry nếu có ai kháng cự.
Để những người khác đi thực hiện kế hoạch, Carl một mình leo lên chốt canh ở cổng trước để cố thuyết phục Negan không tấn công Alexandria. Cậu tình nguyện được chết để đổi lấy sự yên bình. Cùng lúc đó, Michonne, Daryl, Tara và Rosita âm thầm khởi động một đoàn xe.
Phía sau Alexandria, Dwight, Laura và nhiều thành viên The Saviors đang canh chừng và chặn lối thoát bằng vài chiếc xe. Đoàn xe của nhóm Michonne, Daryl, Tara và Rosita bất ngờ lao ra và tông vào những chiếc xe của The Saviors. Laura bèn báo cho phía bên Negan biết việc người dân Alexandria đã trốn thoát qua lối sau và dẫn nhóm mình đuổi theo.
Biết tin, Negan liền ra lệnh cho người của mình bắn lựu đạn vào Alexandria. Carl bị ngã trong lúc trèo thang xuống và bị trật khớp. Cậu liền ném bom khói khắp các đường phố Alexandria trong khi những căn nhà xung quanh bị lựu đạn thiêu trụi.
Gavin ra lệnh cho người dân The Kingdom phải giao Ezekiel ra và cho họ thời hạn 5 phút để bày tỏ sự hợp tác.
Simon nói với Maggie rằng các nhóm khác của The Saviors đang trong quá trình hủy hoại Alexandria và The Kingdom, nhưng riêng Hilltop sẽ được tha để các cư dân tiếp tục sản xuất lương thực cho chúng. Nếu Maggie chịu hợp tác, hắn hứa rằng cả cô và Jerry sẽ được tha mạng. Sau khi Simon rút súng ra bắn chết Neil - một người đang ngồi cùng xe cô, Maggie đành đồng ý. Cô xin hắn cho mình chiếc quan tài kia để mang về chôn cất Neil.
Nửa đêm, Eugene chợt tỉnh giấc, uống một ngụm rượu rồi bật khóc.
Sau khi lái xe đi được một đoạn, Michonne, Daryl, Tara và Rosita dừng lại, ném bom khói ra giữa đường và chờ những tên The Saviors đang đuổi theo tới để phục kích.
Ở đằng sau, Laura nhìn thấy làn khói và bảo hãy đi chậm lại, nhưng Dwight vẫn quyết định lao thẳng vào và dẫn những chiếc xe đằng sau theo cùng. Ngay lập tức, 4 người kia xả súng vào chúng. Dwight cũng về phe họ và rút súng ra bắn chết các thành viên The Saviors. Laura nhận ra Dwight là kẻ phản bội và bắn vào vai anh ta, sau đó đành phải bỏ chạy trước tràng súng của 4 người kia.
Cùng lúc đó, Negan cho xe tông sập cổng Alexandria và dẫn quân tiến vào. Hắn ra lệnh cho người của mình phải tìm bắt sống Carl và cho nổ tất cả các ngôi nhà khác ngoại trừ nhà Rick. Có hai thành viên The Saviors nhìn thấy Carl, nhưng cậu đã kịp trốn xuống đường cống ngầm.
Quay trở lại The Sanctuary, Eugene bước vào phòng y tế và bảo rằng mình đồng ý giúp Gabriel cùng bác sĩ Carson bỏ trốn khỏi đây. Anh nói rằng mình đã lừa cho lính gác ở cổng phía Bắc uống phải thuốc đau bụng, sau đó cho họ một chùm chìa khóa của một chiếc xe đậu gần đó. Gabriel rủ Eugene hãy đi cùng ông và Carson, nhưng anh từ chối.
Ở The Kingdom, Ezekiel liền tạo ra một vụ nổ lớn để đánh lạc hướng Gavin và các thành viên The Saviors. Sau đó, ông lái một chiếc xe bus tới đậu chặn giữa các cư dân cộng đồng và kẻ thù, giúp mọi người có thời gian tẩu thoát. Nabila cùng các cư dân The Kingdom chạy ra ngoài thì gặp Carol vừa về tới nơi. Carol liền bảo Nabila hãy đưa mọi người tới một căn nhà an toàn gần đó. Sau khi đã giúp người của mình ra được hết bên ngoài, Ezekiel khóa cổng cộng đồng lại, tự nhốt mình bên trong và đầu hàng trước Gavin.
Nhóm của Maggie về đến Hilltop. Cô cho người lôi tên Dean từ trong số các tù binh The Saviors ra và bắn chết hắn, sau đó bảo Jesus hãy gia cố bức tường cộng đồng và tăng cường lính gác. Maggie khẳng định rằng Hilltop sẽ là nơi cuối cùng mà mọi người cùng tập hợp để kháng cự lại kẻ địch vì hai cộng đồng kia đã bị tấn công.
Sau khi đã xử lý hết kẻ địch đuổi theo, Michonne, Daryl, Tara và Rosita lại gần và phát hiện ra Dwight đang nấp sau một chiếc xe. Khi Daryl hỏi rằng liệu có phải việc anh đâm sập tường của The Sanctuary đã khiến The Saviors tìm được lối thoát, Dwight đáp rằng Eugene mới là người đã giúp dẫn dụ bầy xác sống đi nơi khác. Dwight cầu xin họ tha mạng và khẳng định rằng mình sẽ vẫn có thể giúp họ đánh thắng The Saviors. Daryl liền lạnh lùng lấy lại chiếc áo khoác của mình từng bị Dwight cướp.
Maggie đặt xác của tên Dean vào cỗ quan tài mà mình vừa xin được, sau đó viết lên trên nắp rằng: "Bọn tao vẫn còn 38 tên nữa. Chớ manh động". Cô dặn Kal đặt cỗ quan tài ở chỗ The Saviors có thể tìm thấy.
Trong khi Gavin bảo với Ezekiel rằng hắn sẽ treo xác của ông lên hàng rào The Sanctuary cho tất cả mọi người trông thấy, Morgan đứng bên ngoài tường của The Kingdom và lắng nghe sự việc.
Giữa lúc Alexandria vẫn đang chìm trong biển lửa, Daryl, Tara, Rosita và Dwight chui xuống đường cống ngầm và tới nơi những người dân khác cũng đang trốn. Michonne ở lại bên trên và quyết định đi vào trong cộng đồng.
Rick cũng vừa về đến Alexandria và vội vàng về nhà để tìm Michonne và hai con. Anh bị tấn công bất ngờ bởi Negan, kẻ đã đợi sẵn anh ở đấy. Sau một hội ẩu đả qua lại, Rick bị hắn đẩy ngã ra ngoài cửa sổ và đành bỏ chạy.
Với vẻ tức giận, Michonne giết chết một thành viên The Saviors và chém nhiều nhát liên tục vào người hắn. Rick tìm thấy cô và hỏi cô rằng những người khác đang ở đâu. Michonne bèn dẫn Rick xuống đường ngầm, nơi anh nhìn thấy mọi người đang ngồi giữa bóng tối. Họ thấy Carl đang ngồi cạnh Siddiq, khuôn mặt cậu bé mệt mỏi và toát mồ hôi. Carl vén áo của mình lên, để lộ ra một vết cắn trên bụng. Khuôn mặt của Rick và Michonne lộ rõ vẻ bàng hoàng.

## Diễn viên

### Diễn viên chính
- Andrew Lincoln vai Rick Grimes
Norman Reedus vai Daryl Dixon
Lauren Cohan vai Maggie Rhee
Chandler Riggs vai Carl Grimes
Danai Gurira vai Michonne
Melissa McBride vai Carol Peletier
Lennie James vai Morgan Jones
Alanna Masterson vai Tara Chambler
Josh McDermitt vai Eugene Porter
Christian Serratos vai Rosita Espinosa
Seth Gilliam vai Gabriel Stokes
Ross Marquand vai Aaron
Jeffrey Dean Morgan vai Negan
Austin Amelio vai Dwight
Tom Payne vai Paul Rovia
Xander Berkeley vai Gregory
Khary Payton vai Ezekiel
Steven Ogg vai Simon
Katelyn Nacon vai Enid
Pollyanna McIntosh vai Jadis

### Diễn viên định kỳ
- Callan McAuliffe vai Alden
Deborah May vai Natania
Jayson Warner Smith vai Gavin
Cooper Andrews vai Jerry
Sydney Park vai Cyndie
Jason Douglas vai Tobin
Kenric Green vai Scott
Avi Nash vai Siddiq
Thomas Francis Murphy vai Brion
Sabrina Gennarino vai Tamiel

### Các diễn viên phụ khác
- Kerry Cahill vai Dianne
- Lindsley Register vai Laura
- R. Keith Harris vai Harlan Carson
- Joshua Mikel vai Jared
- Briana Venskus vai Beatrice
- Nicole Barré vai Kathy
- James Chen vai Kal
- Peter Zimmerman vai Eduardo
- Mike Seal vai Gary
- Nadine Marissa vai Nabila
- Adam Fristoe vai Dean
- Mandi Christine Kerr vai Barbara
- Ted Huckabee vai Bruce
- Aaron Farb vai Norris
- Matt Mangum vai D.J.
- Karl Funk va Neil
- Chloe & Sophie Garcia-Frizzi vai Judith Grimes
- Bethany Kasulas vai Katy
- Curtis Jackson vai Bob Miller
- Chad Joyce vai Thành viên The Saviors
- Alan Heckner vai Thành viên The Saviors
- Matthew Rimmer vai Thành viên The Saviors

## Cái chết trong tập
- Natania
- Neil
- Dean
- Nhiều thành viên của The Saviors
- Một vài cư dân Alexandria

## Đánh giá
Tập phim nhận được phản hồi tương đối ổn từ giới phê bình, với 61% trong số 23 bài đánh giá trên trang Rotten Tomatoes là theo chiều hướng tốt. Nick Romano từ tạp chí Entertainment Weekly nhận xét: "Đây là một trong số những tập phim căng thẳng trong năm nay, nó giúp ta thấy được trước một nửa sau Phần 8 hứa hẹn sẽ kịch tính và lôi cuốn hơn những tập của nửa trước đó". Luke Holland của tờ Guardian đánh giá: "Ở thời điểm hiện tại, "How It's Gotta Be" đã tổng kết lại nửa đầu Phần 8 khá gọn gàng. Nó có những khoảnh khắc tuyệt vời lẫn tệ hại, những giây phút gay cấn lẫn ngu ngốc. Nó hay, nhưng cũng không đến mức gọi là quá hay, chỉ là hoàn thành tốt nhiệm vụ khép lại nửa đầu của nó thôi". Một trong những phản hồi tiêu cực đến từ Zack Handlen của trang AV Club: "Cảm giác sau tập phim này thật trống trải. Mặc dù cũng có những sự kiện lớn xảy ra, nhưng có quá nhiều khoảnh khắc nhàm chán trong "How It's Gotta Be", và chẳng được mấy trong số đó là hợp lý cả".

## Bên lề
- Lần xuất hiện đầu tiên của: Norris, D.J..
- Tên của tập - "How It's Gotta Be" đến từ lời nói của Carl với Rick trong cảnh flashback đầu tập rằng họ đang chiến đấu để xây dựng một tương lai tốt đẹp hơn chứ không phải chỉ đơn thuần để giết hết kẻ địch, và để đạt được điều đó cái giá phải trả cần nhiều hơn là "hy vọng".
- Đây là tập phim thứ 11 trong toàn bộ series được kéo dài thời lượng phát sóng (bao gồm cả quảng cáo) lên thành (gần) 90 phút.
  - Đây cũng là tập phim khép lại nửa đầu mùa phim thứ 2 có thời lượng như vậy, sau "Hearts Still Beating".
- Tập phim tiết lộ rằng Carl đã bị cắn trong lúc cùng Siddiq giết xác sống trong tập "The King, The Widow, And Rick" trước đó.
- Tập phim đánh dấu lần đầu tiên Rick & Daryl xuất hiện trong toàn bộ các tập của nửa đầu mùa phim kể từ sau Phần 2.
- Cuộc tấn công và ném bom vào Alexandria của The Saviors được dựa theo tình tiết trong Chương 119 và Chương 120 của bộ truyện tranh.
- Cảnh Dwight rút súng và bắn chết các "đồng đội" bên phe The Saviors được trích ra từ Chương 120 của truyện.
- Karl Funk (Neil) là trường hợp diễn viên (nhân vật) quần chúng đầu tiên được nâng hạng lên diễn viên (nhân vật) phụ (co-star).
- Cảnh người dân Alexandria chui xuống trốn The Saviors dưới cống ngầm được lấy cảm hứng từ việc người dân Anh chui xuống đường hầm để tránh bom do Phát xít Đức ném trong Thế chiến thứ 2.
- Đây là tập phim đầu tiên có sự xuất hiện của cư dân từ tất cả các cộng đồng: Alexandria, Hilltop, The Kingdom, The Saviors, Oceanside và The Scavengers.
- Tập phim có một số lời nói/chi tiết gợi nhắc về các sự kiện trong các tập trước đây:
  - Việc Carl bị cắn nhưng về sau mới tiết lộ cho đồng đội biết tương tự như cái chết của Jim, Andrea, Bob và Deanna.
    - Cả Carl và Andrea đều cho Rick và Michonne thấy vết cắn của mình khi đã lên cơn sốt.

  - Daryl đã lấy lại từ Dwight chiếc áo khoác vest mà anh đã không mặc kể từ sau tập "East" (Phần 6).
  - Việc Enid bắn chết Natania vốn đã được ám chỉ từ trước trong tập "Something They Need" (Phần 7). Trong tập đó, cô bé đã chuẩn bị bóp cò bắn bà ấy để cứu Tara. Tuy nhiên, Cyndie đã đánh gục bà mình trước khi Enid kịp làm điều này.
  - Carl cầm một mảnh giấy ghi chữ "Just Survive Somehow" (Phải sống sót bằng mọi giá), ám chỉ về châm ngôn sống mà Enid đã dạy cậu trong tập "JSS" (Phần 6).
  - Carl ngồi trong căn phòng trống trơn chỉ có tấm nệm mỏng để nằm là sự gợi nhắc về sự kiện trong tập "Service" (Phần 7), khi mà The Saviors đến lấy hết đi giường nằm của Alexandria.
  - Negan yêu cầu từng người dân Alexandria phải "chuẩn bị" một lời xin lỗi dành cho hắn và khuyến khích "tinh thần sáng tạo" nếu họ "hát cho hắn nghe". Hắn cũng đã từng bắt Carl phải hát thay cho lời xin lỗi trong tập "Sing Me A Song" (Phần 7).
    - Negan nhắc cho Carl nhớ việc cậu từng phải giết mẹ mình. Hắn biết được là do từng được Carl kể chuyện này trong tập "Sing Me A Song".

  - Gavin nói với các cư dân The Kingdom rằng trong lúc chờ The Sanctuary được sửa sang lại, cộng đồng của họ sẽ là nơi The Saviors đến để "tạm ở" ("hang our hats"). Đây là chi tiết gợi nhắc về lời nói của thành viên The Saviors đầu tiên mà Daryl, Abraham và Sasha chạm trán trong tập "No Way Out". Hắn cũng bắt họ đưa mình cùng đồng bọn về Alexandria để tham quan "nơi họ ở" ("where you hang your hats").
  - Simon đặt một cỗ quan tài trước mũi xe của Maggie và dọa sẽ nhốt cô vào đó, tương tự như Sasha trong tập "The First Day Of The Rest Of Your Life" (Phần 7).
    - Bên cạnh đó, hắn cũng có thêm lời bảo đảm rằng Maggie sẽ không "chết ngạt" như bạn mình, đây là lời nói ám chỉ đến việc Eugene nói dối Negan rằng Sasha "chết ngạt do thiếu không khí".

  - Gavin nhắc lại cho Ezekiel nhớ rằng hắn cũng cảm thấy rất tiếc về cái chết của Benjamin, một sự kiện xảy ra trong tập "Bury Me Here" (Phần 7).
- Đây là tập phim khép lại nửa đầu mùa phim đầu tiên không có nhân vật chính nào chết kể từ sau tập khép lại nửa đầu Phần 3.
- Andrew Lincoln (Rick) đã không may đấm mạnh vào mặt Jeffrey Dean Morgan (Negan) trong lúc diễn cảnh ẩu đả.

## Lỗi phim
- Một thành viên của The Saviors vốn nằm trong số những tù binh bị Jesus bắt về trong tập "The Damned" lại xuất hiện trong số những kẻ cùng Negan đến tấn công Alexandria.
- Một thành viên khác của The Saviors cũng nằm trong số những tù binh bị Jesus bắt về lại xuất hiện trong nhóm của Simon và giúp hắn đặt chiếc quan tài lên trước mũi xe của Maggie.
- Diễn viên quần chúng thủ vai thành viên The Saviors đi cuối cùng trong đoàn xe của Simon đã không thể bước ra ngoài do lúc đó cửa xe bị kẹt. Đoàn làm phim đã quyết định sử dụng cảnh trong lần quay lỗi đó thay vì những lần quay khác khi anh ta có thể mở cửa xe và bước ra ngoài được.